# Lella Lombardi
Maria Grazia "Lella" Lombardi (Frugarolo, Alessandria, Itàlia, 26 de març del 1941 - Milà, 3 de març del 1992) va ser una pilot de curses automobilístiques italiana que va arribar a disputar curses de Fórmula 1.

## A la F1
Lella Lombardi va debutar a la desena cursa de la temporada 1974 (la 25a temporada de la història) del campionat del món de la Fórmula 1, disputant el 20 de juliol del 1974 el GP de Gran Bretanya al circuit de Brands Hatch.
Va participar en un total de disset curses de F1, en tres temporades consecutives (1974 - 1976), entre les quals es classificà en dotze Grans Premis. Va córrer al circuit de Montjuïc, el 1975, on finalitzà en sisena posició, la seva millor classificació en una cursa. En no poder-se concloure, per un lamentable accident a la pista, assolí només 0,5 punts per al campionat del món de pilots.
Prèviament havia competit en ral·lis, Fórmula Ford, Fórmula 3, i després va participar en curses de resistència, com les 24 Hores de Le Mans, les 6 Hores de Silverstone o d'Enna,i els 250 KM d'Imola. Ha estat l'única dona que ha puntuat a la història de la Fórmula 1. Va morir víctima d'un càncer de fetge.

## Resultats a la Fórmula 1
| Any  | Equip                      | Xassís   | Motor    | 1      | 2   | 3       | 4     | 5       | 6       | 7       | 8      | 9       | 10      | 11     | 12     | 13      | 14      | 15  | 16  | Posició | Punts |
| ---- | -------------------------- | -------- | -------- | ------ | --- | ------- | ----- | ------- | ------- | ------- | ------ | ------- | ------- | ------ | ------ | ------- | ------- | --- | --- | ------- | ----- |
| 1974 | Allied Polymer Group       | Brabham  | Cosworth | ARG    | BRA | SUD     | ESP   | BEL     | MON     | SUE     | HOL    | FRA     | GBR NVQ | ALE    | AUT    | ITA     | CAN     | USA |     | -       | 0     |
| 1975 | March Engineering          | March    | Cosworth | ARG    | BRA | SUD Ret |       |         |         |         |        |         |         |        |        |         |         |     |     | 21ena   | 0.5   |
| 1975 | Lavazza March              | March    | Cosworth |        |     |         | ESP 6 | MON NVQ | BEL Ret | SUE Ret | HOL 14 | FRA 18  | GBR Ret | ALE 7  | AUT 17 | ITA Ret |         |     |     | 21ena   | 0.5   |
| 1975 | Frank Williams Racing Cars | Williams | Cosworth |        |     |         |       |         |         |         |        |         |         |        |        |         | USA NVS |     |     | 21ena   | 0.5   |
| 1976 | Lavazza March              | March    | Cosworth | BRA 14 | SUD | O.USA   | ESP   | BEL     | MON     | SUE     | FRA    |         |         |        |        |         |         |     |     | -       | 0     |
| 1976 | RAM Racing Lavazza         | Brabham  | Cosworth |        |     |         |       |         |         |         |        | GBR NVQ | ALE NVQ | AUT 12 | HOL    | ITA     | CAN     | USA | JAP | -       | 0     |